# Bawani Khera
Bawani Khera (Hindi: बवानी खेड़ा) ist eine Kleinstadt im nordindischen Bundesstaat Haryana.
Die Stadt liegt in der nordindischen Ebene 120 km westnordwestlich der Bundeshauptstadt Neu-Delhi. Sie ist Sitz des gleichnamigen Tehsils im Distrikt Bhiwani. Die Distrikthauptstadt Bhiwani liegt 18 km südsüdöstlich von Bawani Khera. Bawani Khera liegt an der Bahnstrecke Bhiwani–Hansi.
Bawani Khera ist seit dem 18. Juni 1973 ein Municipal Committee. Die Stadt ist in 13 Wards gegliedert.
Bawani Khera hatte beim Zensus 2011 20.289 Einwohner. 
Das Geschlechterverhältnis lag bei 880 Frauen auf 1000 Männer.
Fast die gesamte Bevölkerung bestand aus Hinduisten.